# Noonu
Miladhunmadulu Dhekunuburi (Süd-Miladhunmadulu), mit der Thaana-Kurzbezeichnung ނ  (Noonu), ist ein Verwaltungsatoll (Distrikt) im Nordosten der Malediven.
Es umfasst den südlichsten Teil des großen Thiladhunmathi-Miladummadulhu-Atolls, welcher auch Süd-Miladhunmadulu-Atoll genannt wird. Die Einwohnerzahl beträgt etwa 10.000 (Stand 2006).
13 Inseln sind bewohnt, neben dem Verwaltungshauptort auf der Insel Manadhoo im  Südosten von Süd-Miladummadulhu (1201 Einwohner) sind dies Fodhdhoo, Hebadhoo, Holhudhoo, Kedhikolhudhoo, Kudafari, Landhoo, Lhohi, Maafaru, Maalhendhoo, Magoodhoo, Miladhoo und Velidhoo. Insgesamt umfasst der Distrikt 69 Inseln.
Im Norden schließt sich die Provinz Shaviyani an, im Süden liegt die Provinz Lhaviyani.